# كأس ولي العهد 2002–03
أقيمت بطولة كأس ولي العهد العاشرة في موسم 2002/2003، وقد فاز بلقبها نادي الكويت للمرة الثانية في تاريخه والأولى منذ 10 مواسم.
أقيمت البطولة بنظام المجموعتين، ويتأهل أول وثاني كل مجموعة، وكانت المجموعة الأولى تضم نادي العربي الكويتي ونادي السالمية ونادي كاظمة ونادي الجهراء ونادي الفحيحيل ونادي الساحل الكويتي ونادي الشباب الكويتي وفي المجموعة الثانية نادي الكويت ونادي القادسية الكويتي ونادي النصر الكويتي ونادي خيطان ونادي اليرموك ونادي التضامن الكويتي ونادي الصليبيخات.
و قد تأهل من المجموعة الأولى نادي العربي الكويتي ونادي السالمية ومن المجموعة الثانية نادي الكويت ونادي القادسية الكويتي.
و فاز نادي العربي الكويتي على نادي القادسية الكويتي في دور الأربعة بهدف مقابل لاشيء سجله المهاجم العاجي تشارلز داغو، وفاز نادي الكويت على نادي السالمية بثلاثة أهداف مقابل هدفين.
و في مباراة تحديد المركزين الثالث والرابع بين نادي القادسية الكويتي ونادي السالمية، فاز نادي القادسية الكويتي بهدفين مقابل لاشيء
و في يوم الثلاثاء 22 فبراير 2003 وفي المباراة النهائية بين نادي الكويت ونادي العربي الكويتي، وفاز نادي الكويت 3-0 وقد سجل فانديرسون صوماليا هدفين وعادل عقله، وقد كان عادل عقله مع الفريق الذي توج باللقب في عام 1993/1994 أيضا، وقد كان مدرب نادي الكويت صالح زكريا.

## الدور التهميدي

### المجموعة الأولى
| الفريق              | لعب | فاز | تعادل | خسر | له | عليه | النقاط |
| ------------------- | --- | --- | ----- | --- | -- | ---- | ------ |
| نادي العربي الكويتي | 6   | 4   | 2     | 0   | 10 | 2    | 14     |
| نادي السالمية       | 6   | 4   | 1     | 1   | 18 | 2    | 14     |
| نادي كاظمة          | 6   | 4   | 1     | 1   | 15 | 4    | 14     |
| نادي الجهراء        | 6   | 2   | 1     | 3   | 9  | 11   | 7      |
| نادي الفحيحيل       | 6   | 2   | 1     | 3   | 7  | 23   | 7      |
| نادي الساحل الكويتي | 6   | 1   | 1     | 4   | 6  | 12   | 4      |
| نادي الشباب الكويتي | 6   | 0   | 1     | 5   | 3  | 14   | 1      |

### المجموعة الثانية
| الفريق                | لعب | فاز | تعادل | خسر | له | عليه | النقاط |
| --------------------- | --- | --- | ----- | --- | -- | ---- | ------ |
| نادي الكويت           | 6   | 4   | 2     | 0   | 19 | 2    | 14     |
| نادي القادسية الكويتي | 6   | 4   | 2     | 0   | 12 | 2    | 14     |
| نادي النصر الكويتي    | 6   | 4   | 1     | 1   | 16 | 6    | 13     |
| نادي خيطان            | 6   | 2   | 1     | 3   | 6  | 16   | 7      |
| نادي اليرموك          | 6   | 1   | 1     | 4   | 6  | 11   | 4      |
| نادي التضامن الكويتي  | 6   | 1   | 1     | 4   | 7  | 13   | 4      |
| نادي الصليبيخات       | 6   | 0   | 1     | 5   | 4  | 20   | 1      |

## الدور النصف نهائي
- نادي العربي الكويتي × نادي القادسية الكويتي (0:1)
- نادي الكويت × نادي السالمية (2:3)

## مباراة تحديد المركزين الثالث والرابع
- نادي القادسية الكويتي × نادي السالمية (0:2)

## النهائي
- نادي الكويت × نادي العربي الكويتي (0:3)

سجل أهداف الكويت : فانديرسون صوماليا "2" وعادل عقله